# Alchemilla fluminea
Alchemilla fluminea é uma espécie de rosácea do gênero Alchemilla, pertencente à família Rosaceae.